# Rhinogobius duospilus
Plantilla:MAssa seccions

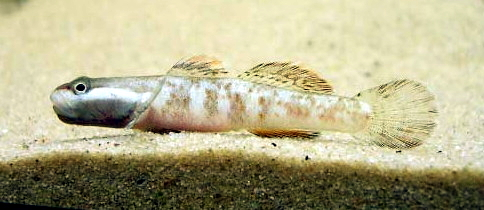
Exemplar mascle

Rhinogobius duospilus és una espècie de peix de la família dels gòbids i de l'ordre dels perciformes.

## Morfologia
- Els mascles poden assolir 4,5 cm de longitud total.[2]

## Hàbitat
És un peix de clima subtropical (15 °C-25 °C) i demersal.

## Distribució geogràfica
Es troba a Àsia: la Xina i el Vietnam.

## Observacions
És inofensiu per als humans.